# Tunnel Berg Bock
Der zweiröhrige Tunnel Berg Bock ist mit seinen 2738 Metern Länge einer der 10 längsten Straßentunnel in Deutschland.

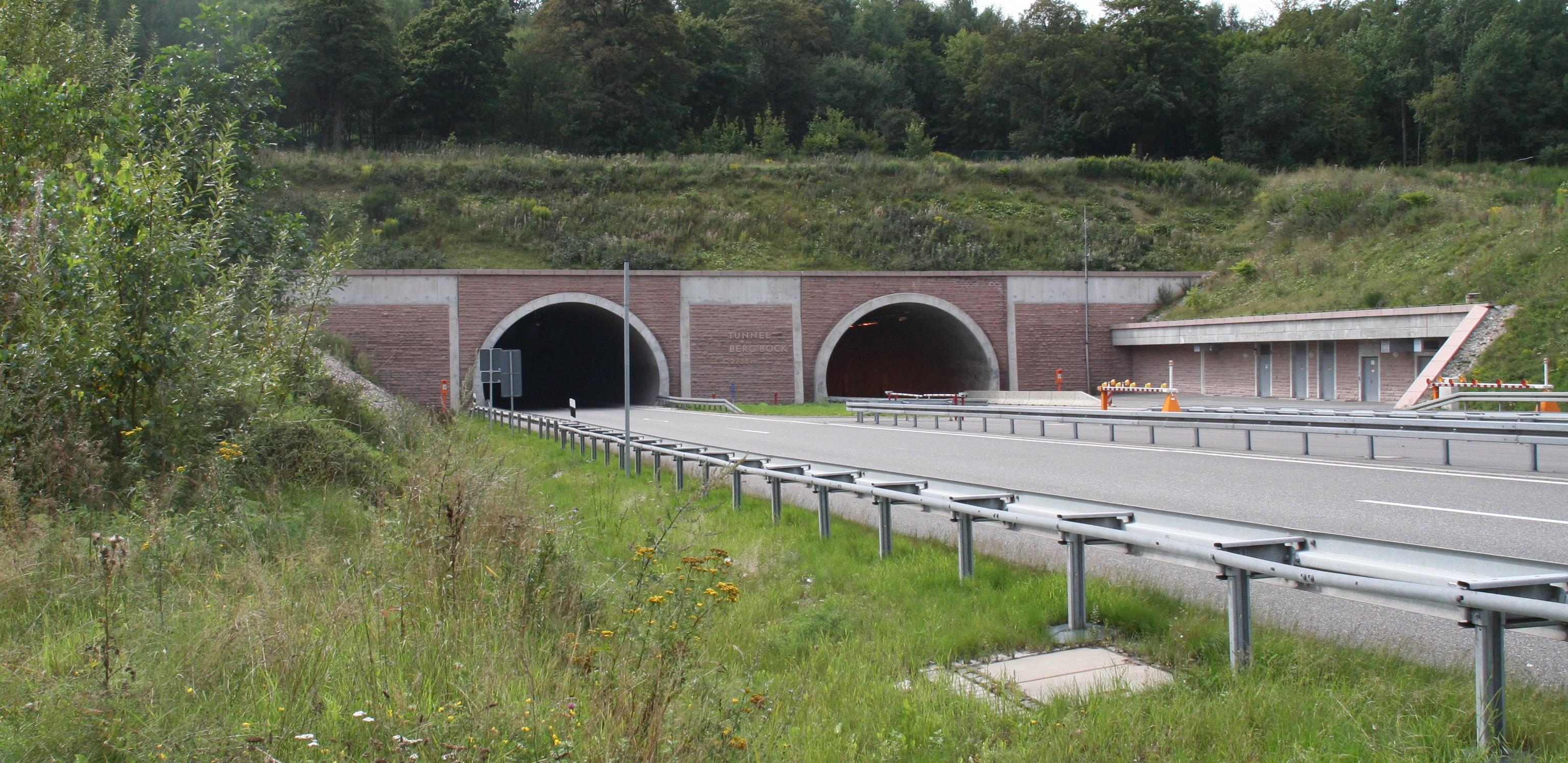
Tunnel Berg Bock, nördliches Portal

Als Teil der Bundesautobahn 71, zwischen der Anschlussstelle Suhl/Zella-Mehlis und dem Autobahndreieck Suhl liegend, unterquert er den Berg Glaskopf (709 m) sowie dessen Nebengipfel Berg Bock (681,5 m), nach dem der Autobahntunnel benannt wurde.
Der Tunnel hat in Richtung Süden ein Gefälle von ungefähr 1 %, das Nordportal liegt auf 527 m ü. NN, das Südportal auf 498 m. Der Baubeginn war 1999, drei Jahre später die Inbetriebnahme. Die Sportschützin Anke Schumann, Ehefrau von Ralf Schumann, war Tunnelpatin. Die Gesamtkosten des Tunnels betrugen ungefähr 68 Mio. Euro.

## Konstruktion
Die westliche Röhre hat eine Länge von 2738 m und die östliche Röhre von 2718 m. Der Abstand zwischen den Röhren beträgt etwa 25 m. Jede Röhre hat eine Lichtraumhöhe von 4,5 m und eine Lichtraumbreite von 9,5 m, die sich aufgliedert in zwei 3,5 m breite Fahrstreifen, Randstreifen von 0,25 m und beidseitige Notgehwege von 1,0 m Breite. In jeder Röhre gibt es im Abstand von 685 m drei 50 m lange Pannenbuchten. Die Richtungsfahrbahnen sind durch neun Querstollen in Abständen von ungefähr 300 m miteinander verbunden, davon sind drei befahrbar. Der Tunnelbau erfolgte mit bergmännischen Sprengvortrieb und Spritzbetonausbau nach der neuen österreichischen Tunnelbauweise. Die Röhren wurden parallel von beiden Portalen aus aufgefahren. Die Regelquerschnittsfläche beträgt 80,5 m². 480.000 m³ Ausbruchmaterial fielen an und wurden in den anschließenden Streckenabschnitten eingebaut. Die Belüftung der Röhren erfolgt in Längsrichtung durch Strahlventilatoren.

## Sicherheit
Laut einem Test des ADAC gehört der Tunnel Berg Bock zu den sichersten in Deutschland. So gibt es unter anderem alle 150 m geschlossene Notrufkabinen mit einer Kamera, alle 300 m die Querstollen mit Brandschutztüren sowie bei den Pannenbuchten einen Querstollen zusätzlich für Rettungsfahrzeuge mit einer Überfahrmöglichkeit zwischen den Tunnelröhren.

## Besonderheit
Im Tunnel besteht eine Geschwindigkeitsbegrenzung von üblicherweise 80 km/h. Es befindet sich in jeder Fahrtrichtung eine Messstelle zur Geschwindigkeitsüberwachung bei km 128, in der zweiten Nothaltebucht nach den nördlichen Tunnelportalen. Sie arbeitet mit Infrarotlicht, das vom Autofahrer nicht wahrgenommen wird. Dadurch soll verhindert werden, dass der „geblitzte“ Fahrer erschrickt und einen Unfall verursacht. Die Daten werden automatisch per Datenleitung an die Bußgeldstelle in Artern übermittelt.